# Arisaema decipiens
Arisaema decipiens är en kallaväxtart som beskrevs av Heinrich Wilhelm Schott. Arisaema decipiens ingår i släktet Arisaema och familjen kallaväxter. Inga underarter finns listade.